# Boéthos de Chalcédoine
Pour les articles homonymes, voir Boéthos.

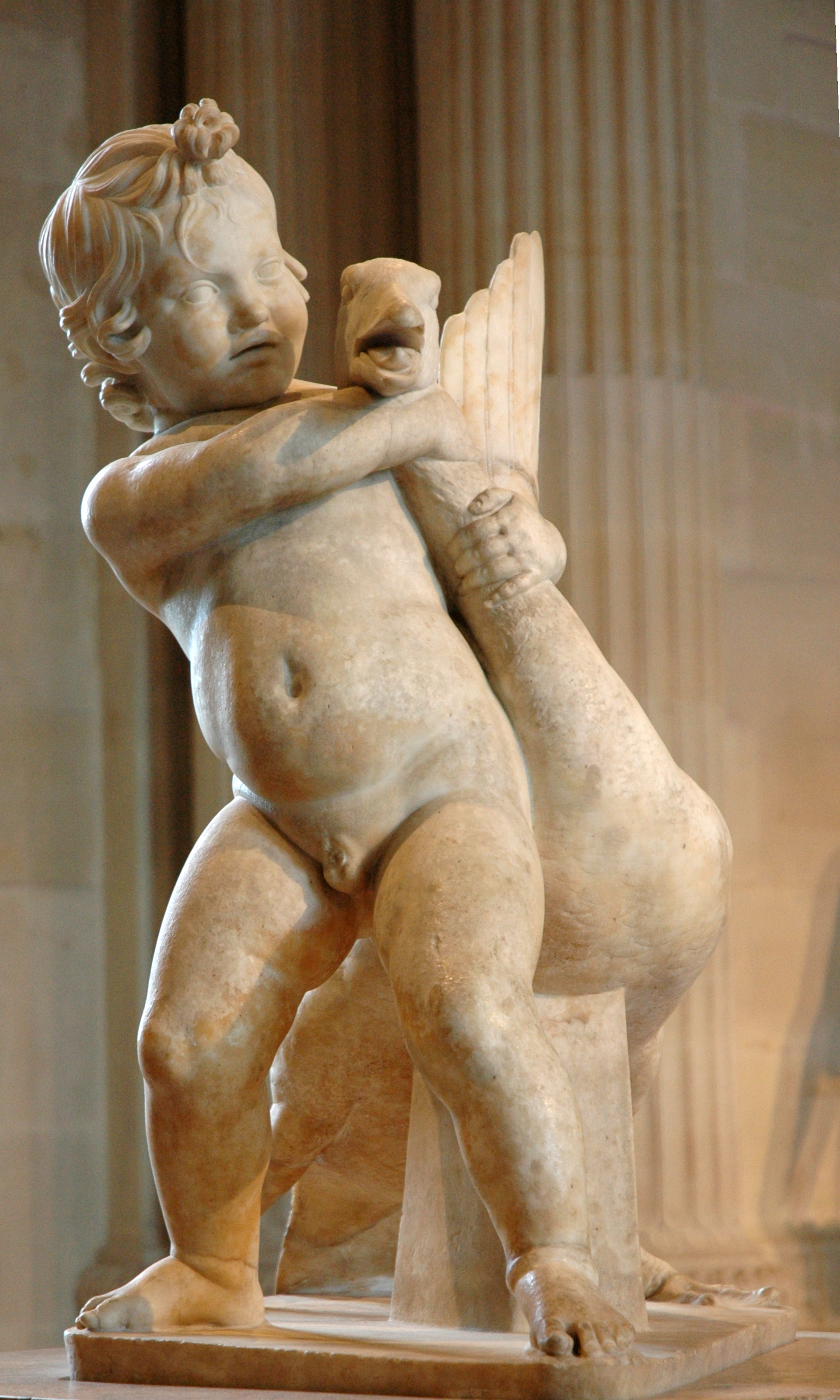
D'après Boéthos de Chalcédoine, L'Enfant à l'oie, Paris, musée du Louvre. Copie romaine d'époque impériale (Ier–IIe siècle ap. J.-C.), œuvre découverte dans la villa des Quintili.

Boéthos de Chalcédoine est un sculpteur grec d'époque hellénistique dont le nom évoque Chalcédoine, cité d'Asie Mineure proche de Byzance.
Le nom s'est perpétué sur plusieurs générations, évoquant une famille d'artistes, dont le travail est avéré vers 184 à Lindos, à Délos vers 160 av. J.-C., puis à Athènes vers 122 av. J.-C..
Son œuvre la plus connue car citée par les sources littéraires est L'Enfant à l'oie, dont une copie est conservée à Paris au musée du Louvre. 
Le nom figure également sur le pilier d'Hermès de bronze trouvé lors des fouilles de l'épave de Mahdia en 1907.